# 土岐聡子
土岐 聡子（とき あきこ、1972年12月13日 - ）は、日本のフリーアナウンサー。

## 来歴
茨城県ひたちなか市出身。日本女子大学卒業。
大学を卒業後、1996年10月の開局を控えていた岩手朝日テレビ (IAT) に入社。伊波伴准、西村正行、山田美保、高橋香有とともに同局のアナウンサー1期生となる。
2000年に岩手朝日テレビを退社。クリエイティブ・メディア・エージェンシー（後のキャスト・プラス＝TBSスパークルマネジメント本部キャスター室）所属のフリーアナウンサーとなり、以後しばらくは関東地方を拠点に活動していた。

## 担当番組

### 岩手朝日テレビ
- IATきらめきワイド - キャスター
- IATスーパーJチャンネル - キャスター[3][4]
- ウィークリーいわて - 司会進行[5]
- 八波一起のTVイーハトーブ（東日本放送）[1]

### フリー転向後
- はなまるマーケット（TBS） - 「今日の目玉」リポーター＝はなまるアナ[2]
- 特選名品館（TBS） - リポーター[2]
- スーパーJチャンネル（テレビ朝日） - 「金曜自由区」リポーター[2]